# Samuel Hirsch Marguliesi
Samuel Hirsch Marguliesi lub Margulies (ur. 9 października 1858 w Brzeżanach (wówczas Cesarstwo Austrii), zm. 12 marca 1922) – ortodoksyjny naczelny rabin Florencji, teolog, redaktor i pisarz.
Ukończył studia teologiczne m.in. we Wrocławiu i w Lipsku w 1883. Margulies pracował od 1885 do 1887 jako rabin gminy synagogi obrządku sefardyjskiego Neweh Szalom w Altonie, a następnie do 1890 jako rabin okręgu rabinackiego Weilburg. Od 1890 do śmierci był naczelnym  rabinem we Florencji. Zreformował włoskie kolegium rabinackie we Florencji. Był naczelnym redaktorem Rivista Israelitica (1904-1915), czasopisma poświęconego nauce judaistycznej. Założył także tygodnik Settimana Israelitica. Napisał m.in.: Dichter und Patriot (Trewir 1896), Discorsi sacri (Florencja 1905) oraz różne artykuły z historii i literatury żydowskiej.